# Cytheropteron nealei
Cytheropteron nealei is een mosselkreeftjessoort uit de familie van de Cytheruridae. De wetenschappelijke naam van de soort is voor het eerst geldig gepubliceerd in 1977 door Joy & Clark.